# Contea di Delaware (Ohio)
La contea di Delaware (in inglese Delaware County) è una contea dello Stato dell'Ohio, negli Stati Uniti. La popolazione al censimento del 2000 era di 142 503 abitanti. Il capoluogo di contea è Delaware.